# Fujiwara no Sadakata
Fujiwara no Sadakata (藤原定方?   873 - 6 de septiembre de 932) fue un poeta y cortesano japonés que vivió a mediados de la era Heian. Fue el segundo hijo del Naidaijin Fujiwara no Takafuji y de Miyaji no Resshi; fue padre de Fujiwara no Asatada, Fujiwara no Asahira y Fujiwara no Asayori. Se destacó en los cargos de Junii y Udaijin (Ministro de la Derecha). Vivió en la residencia Sanjō, por eso fue llamado también como Sanjō Udaijin (三条右大臣?).

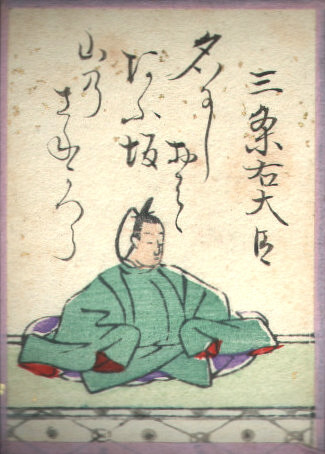
Fujiwara no Sadakata, en el Ogura Hyakunin Isshu.

En 895 fue nombrado como oficial subordinado en la provincia de Mutsu. En 896 fue asignado como kokushi de la provincia de Owari. Posteriormente ocupó cargos gubernamentales en las provincias de Sagami y Bizen. Hacia 909 fue promovido a Sangi y en 913 como Chūnagon. Posteriormente en 920 fue seleccionado como Dainagon y en 921 como Shōsanmi. Por último, en 924 fue promovido como Udaijin y en 926 como Junii. Falleció en 932, y una semana después de morir fue promovido de manera póstuma a Juichii.
Trabajó en el campo de la poesía waka y de la música de orquesta, tuvo como patrones a Ki no Tsurayuki y a Ōshikōchi Mitsune. Sus poemas fueron incluidos en la antología Kokin Wakashū y en el Ogura Hyakunin Isshu. Realizó una colección personal de poemas llamada Sanjō Udaijin-shū (三条右大臣集?).